# Borriana (Communauté valencienne)
Pour les articles homonymes, voir Borriana.
Borriana, en valencien, ou Burriana, en castillan (dénomination officielle bilingue depuis le 3 octobre 2008,), est une commune d'Espagne de la province de Castellón dans la Communauté valencienne. Elle est située dans la comarque de Plana Baixa et dans la zone à prédominance linguistique valencienne.

## Géographie

Localisation de Borriana
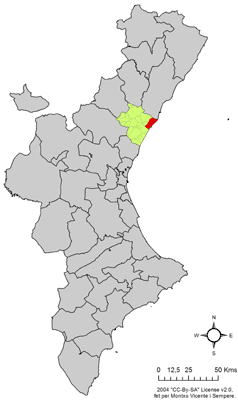
dans la Communauté valencienne.
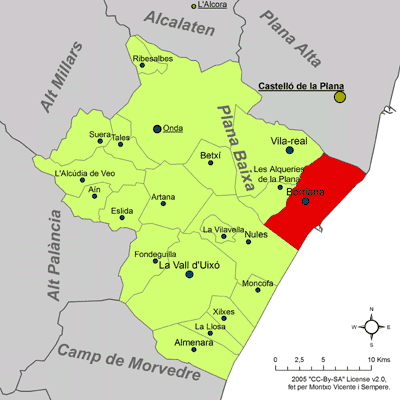
dans la comarque de Plana Baixa.

Borriana se trouve sur la côte de la mer Méditerranée dans la partie la plus plate de la comarque de la Plana Baixa. Elle est entourée de champs d'orangers.
Borriana possède 15 km de côtes plates, droites, faisant partie de la Costa del Azahar. La plage principale de Borriana, L'Arenal, est très large, avec de sable fin et une faible pente.
On accède à cette ville, depuis Castellón, en prenant la CV-18 ou la N-340.

### Hameaux
- Alquerías de Santa Bárbara ;
- Alquerías Valencia ;
- Grao de Burriana (zone habitée littorale) ;
- Puerto de Burriana ;
- Malvarrosa (zone habitée littorale).

## Communes voisines
Burriana est voisine des communes de Nules, Vila-real, Alquerías del Niño Perdido et Almassora, toutes dans la province de Castellón.

## Histoire

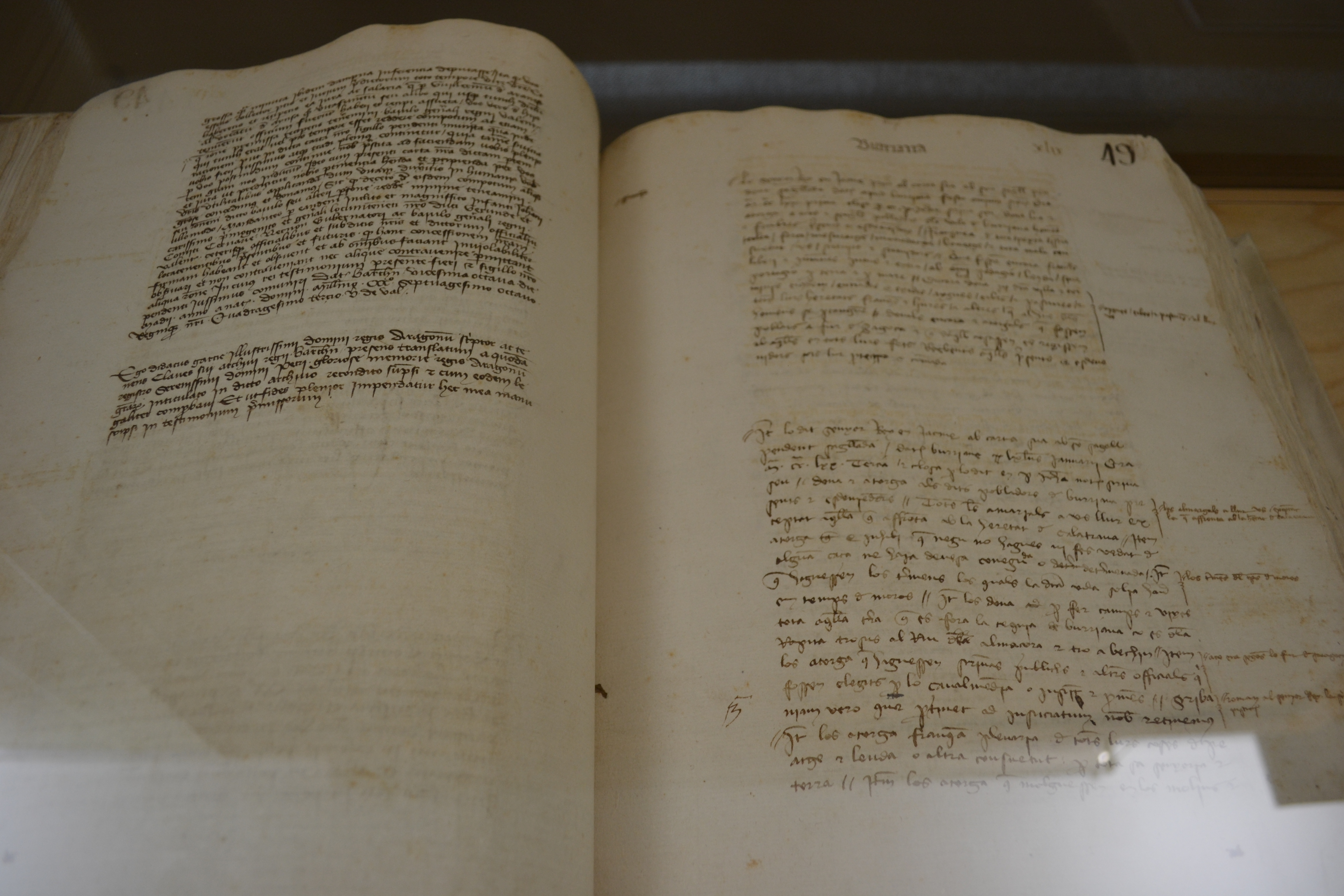
Charte de peuplement de Borriana (1233).

Bien qu'on ait trouvé à Burriana des vestiges de diverses civilisations antiques, qui enrichissent les fonds du musée Archéologique Municipal, l'expansion de la ville se situe autour du IXe siècle comme une importante place arabe qui reçut le nom de Ciudat Verda (ville verte), en raison de sa situation au milieu de la plaine. Cette place forte, aux remparts circulaires, s'intégra à la civilisation occidentale chrétienne après sa conquête par le roi Jacques Ier d’Aragon en 1233.  En 1348, le roi Pierre IV d'Aragon concède à la communauté de Borriana le privilège de surcharger ses armes d'une frange bleue et de trois couronnes.
L'expansion démographique du village obligea la destruction des remparts, qui restèrent intacts jusqu'au XVIIe siècle. En 1901 la reine régente, au nom du roi D. Alphonse XIII, lui concède le titre de cité.

### Les Templiers, les Hospitaliers et l'ordre de Montessa
Les Templiers ainsi que les Hospitaliers se sont établis à Borriana et fondèrent chacun une commanderie. On trouve un commandeur templier de Burriana dès 1234 et ce jusqu'en 1300 ainsi qu'un commandeur hospitalier à partir de 1235. En 1233, Les Templiers ont d'abord obtenu une ferme à l'extérieur de l'enceinte médiévale: l'alqueria de Palau dite à l'époque las alquerías de Benahamer y de Matella -39° 53′ 54″ N, 0° 04′ 55″ O puis la partie nord-est de la ville avec la porte dite de Tortosa. Les Hospitaliers se sont vus attribuer les maisons et les terres d'un Maure dénommé Abdezalem, l'alqueria de Vinarragell (es) -39° 54′ 42″ N, 0° 02′ 17″ O avec l'église de Santa Barbara -39° 54′ 57″ N, 0° 02′ 48″ O. Mais à la suite du procès de l'ordre du Temple, leurs possessions respectives passèrent à l'ordre de Montesa (1319),,,.

#### Les commandeurs
- Frère Buxardo, premier commandeur templier de Borriana[4]
- Bernat de Valffort, premier commandeur hospitalier de Borriana[10]

## Administration
| Liste des Alcades |                          |           |         |
| Période           | Identité                 | Parti     | Qualité |
| 1979-1983         | Juan Canos Safónt        | UCD       | -       |
| 1983-1987         | Juan Sanchordi Pitarch   | PSPV-PSOE | -       |
| 1987-1991         | Juan Sanchordi Pitarch   | PSPV-PSOE | -       |
| 1991-1995         | Juan Sanchordi Pitarch   | PSPV-PSOE | -       |
| 1995-1999         | Alfonso G. Ferrada Gómez | PP        | -       |
| 1999-2003         | Alfonso G. Ferrada Gómez | PP        | -       |
| 2003-2007         | Alfonso G. Ferrada Gómez | PP        | -       |

## Démographie
| 1990   | 1992   | 1994   | 1996   | 1998   | 2000   | 2002   | 2004   | 2005   |
| ------ | ------ | ------ | ------ | ------ | ------ | ------ | ------ | ------ |
| 26.067 | 25.856 | 26.404 | 26.211 | 26.097 | 26.499 | 27.794 | 30.059 | 31.281 |

## Économie
Son économie est fondée sur l'agriculture où prédomine la culture de l'oranger. L'industrie principale est celle destinée à la manipulation et la transformation des agrumes.

## Sites et monuments

### Monuments religieux
- Iglesia Parroquial de El Salvador (es). Cette magnifique église date du XIIIe siècle. Son abside est de style gothique primitif, avec des éléments romans; plus tard, au XVe siècle, on a élevé la tour clocher. Au XVIIIe siècle (1762), on a adossé à la nef gothique, la Capella de la Comunió, décorée avec des fresques de J. Vergara. Tout cet ensemble, a été déclaré, en 1969, Monumento Histórico-Artístico Nacional.

### Monuments civils
- Torre Vigía Torre del Mar (tour vigie).
- Torre Vinarragell (es)
- Gisement phénicien de Vinarratgell.
- les maisons particulières de style moderniste réparties dans toute la cité, et qui datent de la fin du XIXe siècle.

### Musées
- Centro de Arqueología Subacuática. Il est consacré à la connaissance, la conservation et la diffusion du patrimoine archéologique subaquatique de la Communauté Valencienne. Il possède des installations adaptées pour mener à bien tant les travaux de recherches subaquatiques, que ceux des laboratoires et traitements des restes archéologiques sortis de l'eau.
- Muséeo Archivo de la Naranja (Musée de l'Orange). Musée unique en son genre en Europe, destiné à rassembler et faire connaitre l'histoire de l'économie valencienne et espagnole des agrumes. Il dispose d'un centre de documentation complet (qui recueille plus de 6 000 documents classés par thèmes), une ample collection de plus de 5 000 marques d'oranges, une collection de plus de 1 000 photographies et de nombreux exemplaires de papiers de soie.
- Museo Arqueológico Municipal. Fondé en 1967. Dans ses salles on trouve l'histoire de la comarque, depuis le Mésolithique jusqu'au Moyen Âge :
  - au Énéolithique appartient une grande idole trouvée à Artana;
  - au Néolithique, la fouille provenant du premier dolmen trouvé dans la Communauté Valencienne;
  - de la culture ibérique, les inscriptions sur de larges lames de plomb provenant de la nécropole de Orleyl y El Solaig;
  - du Ier siècle, on notera le bronze du dieu Hermès.

### Lieux à voir
- Plages. En particulier la Playa del Arenal. Leurs caractéristiques générales sont : 2 000 m de long, 60 m de largeur moyenne, des vagues modérées.
- El Clot. Zone humide à l'embouchure de la rivière Seco, qui abrite diverses espèces d'oiseaux aquatiques.
- Port de Burriana. Possède un excellent club nautique.

## Vie locale

### Fêtes
- Fêtes patronales. Son patron est saint Blaise et on célèbre sa fête le 3 février, alors que sa patronne est la Virgen de la Misericordia. En son honneur, on célèbre une semaine taurine au début de septembre.

- Les fallas. Il y a 17 fallas, sans compter la reine du village et sa cour. Ces fêtes se célèbrent depuis plus de 75 ans.

### Gastronomie
Parmi les plats typiques de la ville, se détache la paella. Du gibier comme un lapin, perdrix, et le tombet. Les desserts comprennent les tortas de almendra et les pastissos.

## Personnalités
- Vicent Franch
- Amado Granell
- Ni Por Favor Ni Ostias, groupe de punk rock

## Jumelage
- Berkane, Maroc
- Taverny, France